# Антал Рот
Антал Рот (мађ. Róth Antal; Комло, 14. септембар 1960) је био мађарски фудбалер који је играо на професионалном и међународном нивоу као одбрамбени играч.

## Каријера

### Клуб
Фудбалску каријеру започео је у екипи Мазасасвар. Одатле се придружио тиму из Печуја 1975. Његов таленат је убрзо примећен и постао је члан омладинске фудбалске репрезентације и касније Б тима мађарске репрезентације. Први пут је играо за сениорски тим Печуја МШК 1979. године и убрзо је постао кључни играч тима као дефанзивац. Од 1986. до 1989. био је играч холандског Фејенорда, где се брзо допао навијачима због бескомпромисне и строге одбрамбене игре. Повукао се из активног фудбала 1989. године због тешке повреде.

### Репрезентација
Између 1983. и 1989. године у репрезентацији се појавио 29 пута и постигао је 1 гол. Дебитовао је 7. септембра 1983. на утакмици против Немачке. Године 1986. учествовао је на Светском првенству у Мексику.

## Достигнућа
Печуј
- Прва лига Мађарске у фудбалу:
  - други: 1985/86
- Играч године:
  - сезоне: 1983/84], 1985/86]